# Aethiaratrogus marqueti
Aethiaratrogus marqueti är en skalbaggsart som beskrevs av Olivier Montreuil 2003. Aethiaratrogus marqueti ingår i släktet Aethiaratrogus och familjen Melolonthidae. Inga underarter finns listade i Catalogue of Life.